# Рафинья (футболист, 1993)
Рафа́эль Альканта́ра ду Насиме́нту (исп. Rafael Alcantára do Nascimento,; род. 12 февраля 1993, Сан-Паулу), или же Рафи́нья (исп. Rafinha) — испанский и бразильский футболист, атакующий полузащитник клуба «Аль-Араби». Выступал за сборную Бразилии. В составе сборной — олимпийский чемпион 2016 года.

## Карьера

### «Барселона»
Воспитанник футбольной академии «Барселоны». Дебютировал в первой команде 9 ноября 2011 года в матче 1/16 финала Кубка Испании против «Оспиталета», заменив на 75-й минуте Сеска Фабрегаса. Также провёл в составе «Барселоны» два матча группового этапа Лиги чемпионов УЕФА (против БАТЭ и «Бенфики»). В июле 2013 года был отдан в аренду в «Сельту» на один сезон. В межсезонье 2014/15 был возвращён из аренды в «Барселону».
Выступал за юношеские сборные Испании, однако затем сменил «футбольное гражданство» на бразильское и был приглашён на молодёжный чемпионат Южной Америки 2013 года, где сыграл один матч, а его сборная не вышла из группы. В том же году в составе молодёжной сборной Бразилии сыграл 2 матча на победном для неё турнире в Тулоне.
16 сентября 2015 года в матче против итальянской «Ромы» Рафинья получил разрыв связок и выбыл на несколько месяцев. 17 марта 2016 года бразилец получил медицинское разрешение на участие в матчах. 5 апреля впервые вернулся на поле после травмы, выйдя на замену в игре против мадридского «Атлетико». 8 мая в матче против «Эспаньола» забил первый гол после возвращения.

#### Аренда в «Интер»
22 января 2018 года на официальном сайте «Интернационале» было объявлено о переходе Рафиньи в итальянский клуб на правах аренды до конца сезона. У миланского клуба был возможность выкупа футболиста за 38 млн евро. В июле вернулся в «Барселону», с командой полетел на сборы в США. 15 августа в матче против «Бока Хуниорс» забил гол на 67-й минуте.

## Достижения
«Барселона»
- Чемпион Испании (4): 2014/15, 2015/16, 2017/18, 2018/19
- Обладатель Кубка Испании (4): 2014/15, 2015/16, 2016/17, 2017/18
- Обладатель Суперкубка Испании: 2018
- Победитель Лиги чемпионов УЕФА: 2014/15
- Обладатель Суперкубка УЕФА: 2015

«Пари Сен-Жермен»
- Чемпион Франции: 2021/22
- Обладатель Кубка Франции: 2020/21

Сборная Бразилии 
- Олимпийский чемпион: 2016

## Статистика
| Выступление      | Выступление      | Выступление      | Лига | Лига | Кубок | Кубок | Еврокубки | Еврокубки | Другие | Другие | Итого | Итого |
| Клуб             | Лига             | Сезон            | Игры | Голы | Игры  | Голы  | Игры      | Голы      | Игры   | Голы   | Игры  | Голы  |
| ---------------- | ---------------- | ---------------- | ---- | ---- | ----- | ----- | --------- | --------- | ------ | ------ | ----- | ----- |
| Барселона        | Примера          | 2011/12          | 0    | 0    | 1     | 0     | 1         | 0         | 0      | 0      | 2     | 0     |
| Барселона        | Примера          | 2012/13          | 0    | 0    | 0     | 0     | 1         | 0         | 0      | 0      | 1     | 0     |
| Барселона        | Примера          | 2014/15          | 24   | 1    | 6     | 1     | 6         | 0         | —      | —      | 36    | 2     |
| Барселона        | Примера          | 2015/16          | 6    | 1    | 1     | 0     | 2         | 0         | 2      | 1      | 11    | 2     |
| Барселона        | Примера          | 2016/17          | 18   | 6    | 4     | 1     | 6         | 0         | 0      | 0      | 28    | 7     |
| Барселона        | Примера          | 2017/18          | 0    | 0    | 1     | 0     | 0         | 0         | 0      | 0      | 1     | 0     |
| Барселона        | Примера          | 2018/19          | 5    | 0    | 0     | 0     | 2         | 1         | 1      | 0      | 8     | 1     |
| Барселона        | Примера          | 2019/20          | 3    | 0    | —     | —     | —         | —         | —      | —      | 3     | 0     |
| Барселона        | Примера          | 2020/21          | 0    | 0    | 0     | 0     | 0         | 0         | 0      | 0      | 0     | 0     |
| Барселона        | Итого            | Итого            | 56   | 8    | 13    | 2     | 18        | 1         | 3      | 1      | 90    | 12    |
| → Барселона B    | Сегунда          | 2010/11          | 9    | 1    | —     | —     | —         | —         | —      | —      | 9     | 1     |
| → Барселона B    | Сегунда          | 2011/12          | 39   | 8    | —     | —     | —         | —         | —      | —      | 39    | 8     |
| → Барселона B    | Сегунда          | 2012/13          | 36   | 10   | —     | —     | —         | —         | —      | —      | 36    | 10    |
| → Барселона B    | Итого            | Итого            | 84   | 19   | —     | —     | —         | —         | —      | —      | 84    | 19    |
| → Сельта         | Примера          | 2013/14          | 32   | 4    | 1     | 0     | —         | —         | —      | —      | 33    | 4     |
| → Сельта         | Примера          | 2019/20          | 29   | 4    | 1     | 0     | —         | —         | —      | —      | 30    | 4     |
| → Сельта         | Итого            | Итого            | 61   | 8    | 2     | 0     | —         | —         | —      | —      | 63    | 8     |
| → Интернационале | Серия А          | 2017/18          | 17   | 2    | 0     | 0     | —         | —         | —      | —      | 17    | 2     |
| Всего за карьеру | Всего за карьеру | Всего за карьеру | 218  | 37   | 15    | 2     | 18        | 1         | 3      | 1      | 254   | 41    |

## Личная жизнь
Сын бразильского футболиста Мазиньо. Родной брат Тьяго — бывший футболист «Барселоны», «Баварии», «Ливерпуля» и сборной Испании.
Часто указывается, что испанский футболист бразильского происхождения Родриго является двоюродным братом Тьяго и Рафиньи, но на самом деле отец Родриго Адалберто, выступавший за «Фламенго», является лишь другом Мазиньо.